# Фернхаут, Джон (режиссёр)
Джон (Йоханнес Хендрик) Фернхаут (Ферно) (нидерл. Johannes Hendrik (John) Fernhout (Ferno); 9 августа 1913[…], Берген, Северная Голландия — 1 марта 1987[…], Иерусалим) — нидерландский кинооператор и режиссёр.

## Биография
Начал профессиональную карьеру в 1928 г. в качестве помощника Йориса Ивенса на съёмках фильма «Дождь». Жил и работал в разных странах, последние годы провёл в Израиле.
Семья:
Отец — философ Хендрик Фернхаут.
Мать — художница Чарли Тороп.
Первая жена (1933—1945) — фотограф Эва Бесньо (Eva Besnyö, 1910-2003). Брак, фактически распавшийся, формально сохранялся до конца Второй мировой войны.
Вторая жена (1945—1962) — американская танцовщица Полли Корчен (Polly Korchien).
- Сын Дауэс Фернхаут (1942—2015), кинооператор.

Третья жена (1978—1987) — русско-израильская писательница Юлия Винер.

## Фильмы: оператор
- «Зёйдер-Зе» / «Новая земля» (1930—1933), реж. Йорис Ивенс.
- The Spanish Earth («Испанская земля», 1937) — о Гражданской войне в Испании, реж. Йорис Ивенс, сценарий Джона Дос Пассоса и Эрнеста Хемингуэя
- The 400 Million («400 миллионов», 1939)

## Фильмы: режиссёр
- Hallo Everybody (1933)
- L'île de Pâques («Остров Пасхи», 1934)
- The Last Shot (1946)
- Forgotten Island (1947)
- Fortress of Peace (1965)
- Sky Over Holland («Небо над Голландией», 1967) — удостоен Золотой пальмовой ветви
- «Три поколения» (1983)
- «Мое черно-белое поколение» (1984)